# Sonora (stát)
Sonora je jeden z 31 států Mexika. Rozkládá se na severozápadě země. Na severu sousedí se 2 státy USA (Arizona a Nové Mexiko), vnitrostátní hranice má se spolkovými státy Chihuahua, Sinaloa a Baja California. Na západě je hranicí státu Kalifornský záliv a řeka Colorado. Při státní hranici s USA funguje mnoho výrobních podniků, které zde využívají levnou mexickou pracovní sílu, ale jsou geograficky blízko vyspělému trhu Spojených států amerických.
Sonora je druhý největší stát Mexika, zaujímá téměř desetinu celého mexického území. Z pohledu fyzické geografie lze stát rozdělit do čtyř odlišných oblastí:
- Sonorská poušť
- pobřeží Kalifornského zálivu (součástí Sonory je i největší mexický ostrov Tiburón)
- Sierra Madre Occidental
- menší doprovodná pohoří kolem Sierra Madre Occidental

Slovo sonora snad je koruptelou slova Señora (Paní), protože Španělé pod vedením Diega de Guzmána přišli na tato místa 7. 10. 1533 a místo pojmenovali Nuestra Señora del Rosario (zkráceně Señora) podle svátku Panny Marie Růžencové, který na ten den připadl.[zdroj⁠?!] Jméno také může pocházet z místního indiánského jazyka, kde sonot znamená „rákos“.